# Talisia guianensis
Talisia guianensis là một loài thực vật có hoa trong họ Bồ hòn. Loài này được Aubl. miêu tả khoa học đầu tiên năm 1775.